# HD 68988 b
HD 68988 b es un júpiter caliente ubicado aproximadamente a 192 años luz de distancia en la constelación de la Osa Mayor, orbitando alrededor de la estrella HD 68988 en una órbita moderadamente excéntrica.
El planeta HD 68988 b se llama Albmi. El nombre fue seleccionado en la campaña NameExoWorlds por Noruega, durante el centenario de la IAU. Albmi significa cielo en el idioma sami del norte.